# Verdi. Roman der Oper
Verdi. Roman der Oper ist ein 1924 erschienener Künstlerroman von Franz Werfel. 

## Handlung
In Werfels Roman fährt der Komponist Giuseppe Verdi 1883 zum Karneval nach Venedig, wo sich gerade sein künstlerischer Antipode, der selbstbewusste und erfolgreiche Richard Wagner aufhält. Zu Beginn des Romans begegnen sich die beiden Musiker: Wagner erkennt Verdi nicht, es werden keine Worte gewechselt. Verdi selbst arbeitet seit langem an einer neuen Oper, König Lear, deren Komposition ihm Schwierigkeiten macht. Er empfindet sich selbst als ein Vertreter eines älteren Opernstils, einer alten Ordnung. Das wird ihm auch durch Gespräche und Diskussionen mit seinen langjährigen Freunden schmerzlich bestätigt. Verdi befindet sich seit bald zehn Jahren in einer Schaffenskrise; der Vergleich zwischen seinen eigenen, längst zurückliegenden Erfolgen und Wagners völlig neuartigen Opern lässt ihn nicht los. Er kommt schließlich auf den Gedanken, dass er nur wegen Wagner, „dem Deutschen“, nach Venedig gereist ist.
Verdi gibt die Arbeit an seinem Lear auf und verbrennt rigoros die bereits entstandenen Skizzen. Seine Krise gipfelt in einem nächtlichen Ohnmachtsanfall. Er findet am nächsten Tag den Mut, Wagner aufzusuchen; dieser ist aber just in der vergangenen Nacht gestorben. Durch die berührende Begegnung mit einem mittellosen, musikalischen jungen Mann, der schließlich in einem Krankenhaus stirbt, wird Verdi durch ein einziges Wort wieder an die Macht der Musik erinnert. Aus diesem ersten Funken wird, viel später, seine nächste Oper Otello entstehen.

## Stilistik
Werfel verwendet in seinem Werk eine besondere Erzählweise: Alles, was in diesem Roman passiert, wird ausschließlich aus der Perspektive Verdis geschildert, ohne dass dieser bewusst Nachrichten an einen Leser übermittelt. Damit fungiert diese Hauptfigur gleichzeitig als Reflektorfigur des Romans.

## Sonstiges
Werfels Werk erschien am 4. April 1924 als erstes Werk in dem von Paul Zsolnay gegründeten „Paul Zsolnay Verlag“ und bildete mit seinen in kürzester Zeit verkauften 60.000 Exemplare den Grundstein des Verlages.

## Buchausgaben
- Erstausgabe: Zsolnay, Berlin/Wien/Leipzig 1924
- leicht veränderte („neu durchgesehene“) Ausgabe: ebd. 1930
- aktuelle Taschenbuch-Ausgabe: Fischer, Frankfurt am Main 1992, ISBN 3-596-29456-8